# Penthetria nervisinuata
Plecia nervisinuata
Espèce
Synonymes
- †Plecia nervisinuata Théobald 1937

Penthetria nervisinuata est une espèce fossile de mouches de la famille des Bibionidae (les « mouches de Saint-Marc » ou « mouches noires »).

## Classification
L'espèce Penthetria nervisinuata a été publiée par Nicolas Théobald en 1937 sous le protonyme Plecia nervisinuata. Cet holotype A 70 avec un cotype A 76 (?), de l'ère Cénozoïque, et de l'époque Oligocène (33,9 à 23,03 Ma) fait partie de la collection de l'institut géologique de Lyon et vient du gypse d'Aix-en-Provence. Un autre échantillon Ce18 conservé au Muséum national d'histoire naturelle de Paris, vient de Céreste dans les Alpes-de-Haute-Provence,.

### Reclassement
En 2017 J. Skartveit et A. Nel reclasse Plecia nervisinuata dans le genre Penthetria comme Penthetria nervisinuata,,. 

### Fossiles
Selon Paleobiology Database en 2023, six collections d'un seul fossile sont référencées, toutes de l'Oligocène de France.

## Description

### Caractères
Diagnose de Nicolas Théobald en 1937, :

« Insecte au corps noir, aux ailes enfumées dépassant très longuement l'abdomen. Tête arrondie ; yeux non visibles ; antennes courtes, à nombreux articles. Thorax ovale. Abdomen court, ovoïde, le dernier segment porte les organes génitaux. Pattes moyennes. Ailes très longues, dépassant le corps ; nervation du type Plecia (V. fig.), branche antérieure de Rs sinuée, assez longue. ».

### Dimensions
La longueur totale du corps est de 8,5 mm ; la longueur de la tête 1 mm pour une largeur de 1 mm ; la longueur du thorax 2,75 mm pour une largeur de 2,25 mm ; la longueur de l'abdomen 4,75 mm pour une largeur de 2,5 mm ; la longueur des ailes 10 mm pour une largeur de 3,5 mm.

### Affinités
« L'insecte est remarquable par la longueur des ailes. Sous ce rapport, il se rapproche du Plecia splendida N. Th. de Célas et Kleinkem(b)s. Mais la longueur des ailes par rapport au corps est encore plus grande dans P. nervisinuata, qui de plus, a la branche antérieure de Rs est sinueuse. ».

« Cette espèce a été reconnue dans l'Oligocène d'Aix. L'Insecte de Céreste semble lui être identique, la branche antérieure de Rs est longue et sinueuse. ».

## Biologie
Les Bibionidés, avec les Tipulidés, Mycétophilidés et Curculionidés donnent la note caractéristique de la station. C'est une faune de forêt marécageuse, vivant au voisinage des eaux douces. Ils forment l'élément autochtone du gisement. En bordure des mers oligocènes s'étendaient des chapelets de lagunes encore soumises à des influences marines périodiques. La subsidence, entraînant l'alternance de périodes de crue et de calme, a donné des conditions favorables à l'ensevelissement rapide de nombreux insectes, qui sont donc bien conservés. Le climat était méditerranéen avec des influences tropicales.

## Galerie
- Espèces sœurs vivantes du genre Penthetria.
- Penthetria funebris.
- Penthetria funebris.
- Penthetria funebris - webm : 2 min 33 s.
- Penthetria heteroptera.
- Penthetria heteroptera.

### Articles
- [2017] (en) John Skartveit et André Nel, « Revision of fossil Bibionidae (Insecta: Diptera) from French Oligocene deposits », Zootaxa, Magnolia Press (d), vol. 4225, no 1,‎ 23 janvier 2017, p. 1–83 (ISSN 1175-5334 et 1175-5326, OCLC 49030618, PMID 28187637, DOI 10.11646/ZOOTAXA.4225.1.1). .

### Publication originale
- [1937] Nicolas Théobald, « Les insectes fossiles des terrains oligocènes de France 473 p., 17 fig., 7 cartes,13 tables, 29 planches hors texte », Bulletin Mensuel de la Société des Sciences de Nancy et Mémoires de la Société des sciences de Nancy, Imprimerie G. Thomas,‎ 1937, p. 1-473 (ISSN 1155-1119 et 2263-6439, OCLC 786027547). .